# Пауел (Вајоминг)
Пауел (енгл. Powell) град је у америчкој савезној држави Вајоминг.

## Демографија
По попису из 2010. године број становника је 6.314, што је 941 (17,5%) становника више него 2000. године.
| Група             | 2000.         | 2010.         |
| Белци             | 4.920 (91,6%) | 5.521 (87,4%) |
| Афроамериканци    | 7 (0,1%)      | 24 (0,4%)     |
| Азијати           | 21 (0,4%)     | 77 (1,2%)     |
| Хиспаноамериканци | 366 (6,8%)    | 591 (9,4%)    |
| Укупно            | 5.373         | 6.314         |